# مايكل ويذرز (لاعب كرة الماء)
مايكل ويذرز (بالإنجليزية: Michael Withers)‏ هو لاعب كرة الماء أسترالي، ولد في 1 فبراير 1938 في تروبريدج في المملكة المتحدة.

## وصلات خارجية
- مايكل ويذرز على موقع اللجنة الأولمبية الدولية (الإنجليزية)
- مايكل ويذرز على موقع أوليمبيديا (الإنجليزية)
- مايكل ويذرز على موقع اللجنة الأولمبية الأسترالية (الإنجليزية)